# Sulfolobus
A Sulfolobus a Sulfolobaceae család egy neme. Az archeák – ősbaktériumok – egysejtű, sejtmag nélküli prokarióta szervezetek.
A Sulfolobus fajok vulkanikus forrásokban nőnek, 2-3 pH-nál és 75-80 °C hőmérsékletnél fordul elő az optimális növekedés, így acidofilek és termofilek. Sejtjeik szabálytalan alakúak és flagellárisak.
A Sulfolobus solfataricust először a szolfatára vulkánban izolálták. Más fajok megtalálhatók mindenütt a világon vulkáni vagy geotermikus aktivitású területeken például a geológiai képződményekben a szolfatárákban.

## Sulfolobus mint egy modell a DNS-replikáció molekuláris mechanizmusainak tanulmányozásához
Amikor az első archaea genomot a Methanococcus jannaschiit 1996-ban teljesen szekvenálták azt találták, hogy a gének amik a genomban részt vesznek a DNS replikációban, transzkripcióban, és transzlációban, jobban kapcsolatban álltak eukarióta megfelelőikkel, mint más prokarióta megfelelőikkel. 2001-ben tették közzé az első Sulfolobus genom szekvenciát a Sulfolobus solfataricus P2-t. A p2 genomokban a gének kapcsolatban állnak a kromoszóma replikációval, ugyanúgy azt találták hogy jobban kapcsolatban állnak eukarióta megfelelőikkel. Ezek a gének közé tartozik DNS-polimeráz, primáz (beleértve két alegység), MCM, CDC6 /ORC1, RPA, RPC és PCNA. 2004-ben az eredetét a DNS-replikációnak a Sulfolobus solfataricusban és Sulfolobus acidocaldariusban azonosították. Megmutatta hogy mindkét faj genomja két kezdetet tartalmazott. Ez volt az első alkalom hogy azt találták hogy több mint egy kezdetet használt a DNS-replikációhoz egy prokarióta sejt. A mechanizmusa a DNS replikációnak az archeákban evolúciósan konzervált és hasonló az eukariótákéra. A Sulfolobust jelenleg modellként használják hogy tanulmányozzák a molekuláris mechanizmusait a DNS replikációnak az Archaeaban. És mert a DNS-replikáló rendszer az archeákban sokkal egyszerűbb mint az eukariótákban, javasolták hogy az Archaea lehetne modellként használni a sokkal bonyolultabb eukarióta DNS replikáció tanulmányozásához.

## Szerepe a biotechnológiában
Érdeklődnek a Sulfolobus fehérjék biotechnológiai és ipari felhasználása után, a termostabil természetük következtében. Egyik alkalmazásuk S. acidocaldarius fehérjék mesterséges származékait teremteni a nevük affitinek, kereskedelmi nevük Nanofitinek. Az intracelluláris fehérjék nem szükségszerűen stabilak alacsony pH-nál, viszont a Sulfolobus fajok fenntartanak egy jelentős pH-gradienst a külső membránjukon át. A Sulfolobales metabolikusan függ a kéntőlː heterotrófan vagy autotrófan az energiája kén oxidációjától és/vagy sejtlégzésből érkezik amiben a kén a végső elektron akceptorként működik. Például az S. tokodaii ismert hogy oxidálja a hidrogén-szulfidot szulfáttá intracellulárisan.

## Genom státusz
A teljesen szekvenált S. acidocaldarius DSM 639 genom (2,225,959 nukleotid), S. solfataricus P2 (2,992,245 nukleotid), és S. tokodaii 7 törzs (2,694,756 nukleotid).

## Genom szerkezet
A Sulfolobus solfataricusnak egy kör alakú kromoszómája van ami 2,992,245 bp-ból áll. Az S. tokodaii-nak egy kör alakú kromoszómája van, de némileg kisebb 2,694,756 bp-ból áll. Mindkét fajnak hiányzik a ftsZ és minD génjeik, ami jellegzetessége a szekvenált crenarchaeotanak. Szintén kódolják a citrát-szintázt és  két alegységét a 2-oxo-acid:redoxin oxidoreduktáznak, ami azonos szerepet játszik mint az alfa-ketoglutarát-dehidrogenáz a citromsav-ciklusban. Ez azt jelzi hogy a Sulfolobusnak van egy citromsav ciklus rendszere, hasonló az eukarióták mitokondriumában találhatóhoz. Más gének a légzési láncban amik részt vesznek az ATP termelésben nem hasonlóak az eukariótákban találtakhoz. A citokróm c az egyik ilyen példa ami egy fontos szerepet játszik az oxigénhez irányuló elektron transzferben az eukariótákban. Ezt az A. pernix K1-ben is megtalálták. Mivel ez a lépés fontos egy aerob mikroorganizmusnak mint a Sulfolobus, valószínűleg egy eltérő molekulát használ azonos feladatra vagy van egy eltérő útvonala.

## Sejtszerkezet és anyagcsere
Képes litoautotród módon nőni kén oxidálásával, vagy kemoheterotróf módon ként használva hogy oxidáljon egyszerű redukált szén vegyületeket. A heterotóf növekedést csak megfigyelték, oxigén jelenlétében. Az alap metabolikus utak egy glikolitikus anyagcsereút, egy pentóz-foszfát útvonal, és a citromsavciklus.
Minden archeának vannak lipjei éter összeköttetéssel a fej csoportok között és oldalláncokkal. A baktériumok és eukarióták membránjai főleg glicerin-észter lipidekből állnak. Az éterkötések kémiailag ellenállóbbak mint az észterkötések. Ez az extra a stabilitás segíti az archeák túlélését extrém hőmérsékleteknél és nagyon savas vagy lúgos környezetekben. Az elágazó láncok segíthetnek megakadályozni az archeális membránokból a szivárgást magas hőmérsékletnél. A  Sulfolobalesnek ismertek szokatlan tetraéter lipidjei. A Sulfolobalesben az éter lipidek kovalensen csatlakoznak a "kettős rétegen" át tetraétereket létrehozva. Technikailag ezért a tetraéterek egy egyréteget formálnak, nem egy kettős réteget. A tetraéterek segítik a Sulfolobus fajokat túlélni extrém savban, valamint magas hőmérsékletnél.

## Ökológia
A S. solfataricust megtalálták különböző területeken, például Yellowstone Nemzeti Park, Mount St. Helens, Izland, Olaszország, és Oroszország. Majdnem mindenhol észlelhető ahol van vulkanikus tevékenység. Olyan környezetekben növekednek ahol a hőmérséklet körülbelül 80 °C, a pH körülbelül 3, és kén van jelen. Egy másik fajt a S. tokodaiit észlelték egy savas gyógyfürdőben, Kjúsún, Japánban. A ~90m alatti üledékeket a perui kontinentális szegély tengerfenekén ép archeális tetraéterek uralják, és egy jelentős frakciója az üledékes réteg archaea közösségeinek rendszertanilag a Crenarchaeota Sulfolobaleshez kapcsolódik (Sturt, et al., 2004).

## DNS-károsodás reakció
Sulfolobus solfataricus vagy Sulfolobus acidocaldarius kitevése DNS-károsító ágenseknek UV-sugárzásnak, bleomicinnek vagy mitomicin C-nek celluláris aggregációt vált ki. Más fizikai stresszorok például pH vagy hőmérséklet eltolódás nem idéz elő egyesülést, ami arra utal hogy az egyesülés indukcióját specifikusan a DNS károsodás idézi elő.  Ajon et al. Kimutatta hogy az UV-indukált sejt egyesülés kromoszomális jelzés cserét közvetít magas gyakorisággal az S. acidocaldariusban.  A rekombináció aránya felülmúlja a nem indukált tenyészetekét akár három nagyságrenddel. Wood et al. azt is kimutatta hogy az UV-sugárzás növeli a gyakoriságát a rekombinációnak a genetikai csere következtében az S. acidocaldariusban. Frols et al. és Ajon et al. feltételezik hogy az UV indukálható DNS transzfer folyamat és az azutáni homológ rekombinációs javítás egy fontos mechanizmusát képviseli a kromoszóma sértetlenség fenntartásának az S. acidocaldarius és S. solfataricusban. Ez válasz lehet a szexuális kölcsönhatás egy primitív formájára, hasonlít a jobban tanulmányozott bakteriális transzformációra, ami szintén sejtek közti DNS transzferrel társul vezetve a homológ rekombinációs DNS-károsodás javításhoz.

### Azupsoperon
A Sulfolobus fajok ups operonja nagyon indukált UV-sugárzás által. Ez az operon kódolja a pilust amit alkalmazva van a sejt egyesülés előmozdításában, ami szükséges az azutáni sejtek közti DNS cseréhez eredményezve homológ rekombinációt. A Sulfolobales acidocaldarius ups operonjának egy tanulmánya kimutatta hogy egy az operon gének közül saci-1497 egy endonukleáz III kódol ami az UV károsodott DNS-be vág be, és másik gén az  operonból saci-1500 egy RecQ-szerű helikázt kódol ami képes szétcsavarni a homológ rekombináció intermediereket például a Holliday csomópontokat. Javasolták hogy a Saci-1497 és Saci-1500 egy homológ rekombináció alapú DNS-javító mechanizmusban működnek ami átvitt DNS-t használ templátként.  Így úgy gondolják hogy az ups rendszer kombinációban a homológ rekombinációval egy DNS károsodás reakciót ad ami megmenti a Sulfolobalest a DNS-károsító fenyegetésektől.

## Sulfolobus mint egy virális gazdasejt
Lizogén vírusok megfertőzik a Sulfolobust a védelemért. A vírusok nem tudnak túlélni extrém savas és forró körülmények között, amiben a Sulfolobus él, így a vírusok a Sulfolobust védelemként használják a durva elemek ellen. Ez a kapcsolat lehetővé teszi hogy a vírus az archeán belül replikálódjon anélkül hogy elpusztítaná a környezet. A Sulfolobus vírusok mérsékelten vagy permanensen lizogének. A permanensen lizogének különböznek a lizogén bakterifágoktól hogy a gazdasejtek nem lizáltak a Fuselloviridae termelés indukciója után, és végül visszatérnek a lizogén állapotba. Szintén egyedülállóak abban az értelemben hogy a vírus szerkezeti fehérjéit kódoló gének állandóan átíródnak és a DNS-replikáció indukáltnak látszik. A vírusok amik megfertőzik az archaea mint a Sulfolobus egy stratégiát használnak hogy megszökjenek a meghosszabbított közvetlen kitevésétől annak környezettípusnak amiben a gazdasejtjük él, ami megmagyarázhatja néhány egyedülálló tulajdonságukat.